# Chawat Skali
Chawat Skali (hebräisch: חוות סקאלי, nach englischer Umschrift Hava shel Skali oder Havat Skali) ist eine völkerrechtlich illegal errichtete israelische Siedlung im Westjordanland. Sie zählt zur Regionalverwaltung Schomron  und liegt in der Nähe von Elon Moreh (hebräisch: אֵלוֹן מוֹרֶה, arabisch: آلون موريه). Der Ort wurde nach Yitzhak Skali benannt, der die Siedlung 1999 gegründet hat.